# مقاطعة سيدي عثمان
مقاطعة سيدي عثمان هي أحد مقاطعات عمالة الدار البيضاء غرب المملكة المغربية. تضم مقاطعة سيدي عثمان أحياء مهمة للدار البيضاء و تأوي مقاطعة سيدي عثمان 176.983 نسمة (حسب الإحصاء الرسمي 2004).